# Disguised Masters
Disguised Masters è un album discografico di raccolta del gruppo musicale avant-garde metal norvegese Arcturus, pubblicato nel 1999.

## Tracce
1. White Tie Black Noise (Designed by When) – 0:49
2. Deception Genesis – 6:35
3. Du Nordavind (1998 Re-recording) – 3:54
4. Alone (Intellecto / Valle Darktrip) – 5:20
5. The Throne of Tragedy (Phantom FX Jungle Remix) – 6:49
6. La Masquerade Infernale (Valle / Hellhammer Reconstruction) – 2:23
7. Master of Disguise (Phantom FX Remix with Gangstafications by S.C.N.) – 4:25
8. Painting My Horror (G. Wolf Levitation Mix) – 5:37
9. Ad Astra (The Magenta Experience) – 4:39
10. Ad Astra (Ensemble Version) – 7:32